# 浜田尊弘
浜田 尊弘（はまだ たかひろ、1958年8月28日 - ）は、株式会社MBSラジオ取締役会長、同社初代代表取締役社長。
アミューズ（芸能プロダクション）のマネージャーや放送作家としての活動を経て、1992年に毎日放送へ入社。入社後は、テレビ・ラジオ番組のプロデューサーを務めていた。

## 来歴・人物
大阪府河内長野市の出身で、大阪府立長野高等学校から関西学院大学を経てアミューズに入社。アミューズでは、当時在籍していた嘉門達夫のマネージャーを務めていた。嘉門がパーソナリティを担当していた『MBSヤングタウン』（毎日放送ラジオの深夜番組）へ出演したところ、独特の笑い声やチロリンという愛称で人気を集めた。このチロリンという愛称は大学時代に所属していた放送部の先輩から無理矢理付けられたもので、後にその先輩とは放送業界で再会、その際に「チロリン」と呼んだため、周囲の人間たちも呼ぶようになり、この名が定着したと言う。
やがて、アミューズを退社したうえで、フリーランスの放送作家へ転向。毎日放送の番組（『MBSヤングタウン』やテレビの『4時ですよーだ』など）でメイン構成を担当したほか、『探偵!ナイトスクープ』（朝日放送）でも放送開始から2年半にわたって構成に携わった。
1992年、毎日放送にテレビ製作スタッフとして中途入社。数々のTBS系列全国ネット・関西ローカルのテレビ番組プロデューサーを務めたほか、ラジオ番組『XXX//x』のプロデューサーを務め、高須光聖が担当した火曜日ではパーソナリティとして出演もしていた。
2005年9月から2012年7月中旬まで『水野真紀の魔法のレストラン』の制作（チーフプロデューサー）を務めていた。
2010年代の中盤以降は、毎日放送の局内で管理業務に従事。制作局次長兼制作部長、制作局次長（2009年6月25日 - 2012年6月20日）、Mビジョン推進室長（2012年6月21日  - 2016年6月22日）を経て、2016年6月23日付で取締役に就任した。2017年6月21日までは制作局長を兼務したが、後にMビジョン推進室・アナウンサー室・制作・東京制作室・事業担当を経て、京都プロジェクト室・テレビ営業局・スポーツ局を担当していた。毎日放送によるラジオ放送事業の分社化に伴って、2021年4月1日からは、この事業とラジオ放送免許を承継した「株式会社MBSラジオ」の代表取締役社長を兼務している（同年6月24日付で毎日放送取締役は退任）。2024年6月に取締役会長に就任。

## 担当番組

### 過去
- 明石家多国籍軍（全国ネット・プロデューサー）
- ダウトをさがせ!2→R（全国ネット・プロデューサー）
- 最大公約ショー（全国ネット・プロデューサー）
- 超!よしもと新喜劇（全国ネット・プロデューサー）
- 痛快!明石家電視台（関西ローカル・プロデューサー）
- テレビのツボ（関西ローカル・プロデューサー）
- 豪快!御影屋（関西ローカル・プロデューサー）
- クヮンガクッ（関西ローカル・プロデューサー）
- ?マジっすか!（関西ローカル・プロデューサー）
- 丑三つ亭（関西ローカル・制作(チーフプロデューサー)）
- イチハチ（全国ネット・プロデューサー）
- JAL音舞台（テレビ番組）（制作(チーフプロデューサー)、2007年から2009年まで）
- 旅は道ヅレ（関西ローカル・制作(ゼネラルプロデューサー)）
- 水野真紀の魔法のレストラン（制作(チーフプロデューサー)）
- ごぶごぶ（制作(ゼネラルプロデューサー)）ほか